# Monterey Bay Football Club
El Monterey Bay Football Club es un equipo de fútbol de los Estados Unidos que juega en la USL Championship, la segunda división nacional.

## Historia
Fue fundado el 1 de febrero de 2021 en el condado de Monterey County, California como el reemplazo del desaparecido Fresno FC, el cual desaparece en 2019 debido a que su dueño Ray Beshoff no vio viable construir un estadio de fútbol en Fresno, California. Beshoff no perdió los derechos de la franquicia y en su lugar lo que hizo fue reubicar a un nuevo equipo de fútbol dentro del estado de California.
En febrero de 2021 el club se une a la USL Championship y eligen como a su primer entrenador al internacional canadiense Frank Yallop, y el equipo debuta en la temporada 2022 en la Conferencia Oeste.

## Patrocinios
| Periodo | Uniforme | Sponsor        |
| ------- | -------- | -------------- |
| 2022    | Puma     | Montage Health |